# Београдска индустрија пива
Београдска индустрија пива (БИП) је фабрика за производњу пива, кваса и сокова која се налази у Београду на општини Савски венац. Основао ју је Чех Вајнхапал из Сремске Митровице по дозволи кнеза Милоша 1839. године. Права индустријска производња је започела тек 1872. године, када је Ђорђе Вајферт изградио фабрику на брду Смутековац, код данашње Мостарске петље, на месту где се и данас налази. Данас у пивари ради око 500 радника, а 2007. године је приватизована литванским и шведским капиталом.